# لارس والکویست
لارس والکویست (انگلیسی: Lars Wahlqvist؛ زادهٔ ۲۳ مهٔ ۱۹۶۴) دوچرخه‌سوار اهل سوئد است.